# Афрички љиљан
Афрички љиљан (Agapanthus africanus) је цветна биљка из рода Agapanthus која се налази само на стеновитим падинама пешчара финбоса од Кејп полуострва до Свелендама. Познат је и као љиљан Нила, иако се јавља само у Јужној Африци.

## Опис
Биљка је зимзелени геофит висине од 25 до 70 цм. Кожасти листови су удубљени и дуги, у облику каиша. Цветови су широког левкастог облика, бледо до тамноплави и густе текстуре са тамноплавом пругом која се протеже низ средину сваке латице. Блеђи цветови су чешћи код подврсте Афричког љиљана Agapanthus africanus walshii, док цветови Афричког љиљана имају тенденцију да буду тамнији. Цветови расту у великим гроздовима, при чему је сваки цвет дугачак између 25 и 40 мм. Ова врста цвета од новембра до априла, посебно након пожара. Врхунац цветања се јавља од децембра до фебруара.

## Екологија
Опрашивање се врши ветром, пчелама и сунчаним птицама, а семе се шири ветром. Капски павијани и јелени понекад једу цветне главице баш када први цветови почињу да се отварају. Ове биљке су прилагођене да преживе ватру у финбосу и поново изникну из дебелог, меснатог корена, након што ватра прође кроз ову област.

## Узгој и употреба
За разлику од уобичајенијег љиљана, ова врста је мање погодна за башту јер се много теже узгаја. Афрички љиљан се може узгајати у камењарима у добро дренираној, благо киселој песковитој мешавини. Изгледа да су најбоље када се узгајају у плитким саксијама и редовно ће цветати ако се хране ђубривом. Захтева врућа, сува лета и зимску климу са кишом. Неће толерисати дуге периоде ниских температура.
Назив Agapanthus africanus је дуго био погрешно примењиван за врсту љиљана Agapanthus praecox у хортикултурној употреби и публикацијама широм света, а хортикултурне биљке које се продају као Agapanthus africanus су заправо хибриди или сорте Agapanthus praecox.
Показало се да екстракти Афричког љиљана имају антифунгална својства. Примена ових екстраката на семе других биљних врста, укључујући и економски значајне врсте, показала је да значајно смањује тежину утицаја одређених патогена. Откривено је да индукује отпорност на пшеничну рђу кроз повећање активности протеина повезаних са патогенезом.